# Тополине (селище)
Тополине — селище в Україні, у Дубов'язівській селищній громаді Конотопського району Сумської області. Населення становить 140 осіб.

## Населення

### Мова
Розподіл населення за рідною мовою за даними :
| Мова            | Кількість | Відсоток |
| --------------- | --------- | -------- |
| українська      | 134       | 95.71%   |
| російська       | 4         | 2.86%    |
| угорська        | 1         | 0.71%    |
| інші/не вказали | 1         | 0.72%    |
| Усього          | 140       | 100%     |

## Географія
Селище Тополине знаходиться між селищем Дубов'язівка і селом Красне (1,5 км). Поряд з селищем розташовані відстійники Дубовязівського спиртового заводу. Поруч проходить автомобільна дорога Т 2504.

## Уродженці
- Бабич Микола Вячеславович (2001—2022) — солдат національної гвардії України, учасник російсько-української війни.
- Овдієнко Микола Миколайович (1967—1987) — радянський військовослужбовець, учасник афганської війни, кавалер ордена Червоної Зірки.
- Циганков Микола Олександрович (1998—2024) — солдат збройних сил України, учасник російсько-української війни[2].